# James Oswald
Pour les articles homonymes, voir Oswald.
James Oswlad est un philosophe et théologien écossais né le 23 juillet 1703 et mort le 2 août 1793. Il suivit la route tracée par Reid et Beattie, s'appuya sur le sens commun pour combattre les doctrines de Locke, de Berkeley, de Hume. Il publia dans ce but un Appel au sens commun en faveur de la religion, Édimbourg, 1766.

## Œuvres
- An appeal to common sense in behalf of religion
- Letters concerning the present state of the Church of Scotland

## Source
Cet article comprend des extraits du Dictionnaire Bouillet. Il est possible de supprimer cette indication, si le texte reflète le savoir actuel sur ce thème, si les sources sont citées, s'il satisfait aux exigences linguistiques actuelles et s'il ne contient pas de propos qui vont à l'encontre des règles de neutralité de Wikipédia.